# Mistrovství Evropy retrieverů 2022
Mistrovství Evropy retrieverů 2022 (ERC 2022) byl II. ročník mezinárodní soutěže jednotlivců ve field trialu retrieverů, který se konal 29. a 30. října 2022 ve Finsku poblíž obce Wanantaka. Pořadatelem soutěže byly finské retriever kluby Kultainen Rengas - Golden Ring GR ry (KRGR), Labradorinnoutajakerho ry (LNK), Novascotiannoutajat ry (NSN), Suomen Noutajakoirajärjestö ry (SNJ) a Suomen Sileäkarvaiset Noutajat ry (SSN).
Soutěže se zúčastnilo 27 psů z 15 zemí. Vítězem se stal Hannes Wiesinger z Rakouska se psem Crazylake Barrique Blue před Angelo Zoccali z Itálie s fenou Groowingtide.

## Rozhodčí
Nominováni byly čtyři rozhodčí.
| Rozhodčí                                                                       |                                     |
| ------------------------------------------------------------------------------ | ----------------------------------- |
| \| - Kurt Becksteiner - Mark Demaine \| - Thomas Plamboeck - Tomi Sarkkinen \| |                                     |
| - Kurt Becksteiner - Mark Demaine                                              | - Thomas Plamboeck - Tomi Sarkkinen |

## Výsledky

### Soutěžící
Každá členská země mohla vyslat 3 psy. Do soutěže se přihlásilo 30 psů z 15 zemí.

Seznam soutěžících z jednotlivých zemí po rozlosování (řazeno podle země).
| St.č. | Vůdce                      | Pes                           | Plemeno | Vrh               |
| ----- | -------------------------- | ----------------------------- | ------- | ----------------- |
| 21    | Hannes Wiesinger           | Crazylake Barrique Blue       | LR      | 30. červen 2018   |
| 19    | Pieter Vivijs              | Abbotsleigh Niger             | LR      | 19. březen 2019   |
| 12    | Pieter Vivijs              | Think Twice Uh La La La       | GR      | 4. duben 2016     |
| 10    | Frank Redant               | Ragweeds Defender             | LR      | 12. březen 2017   |
| 5     | Dana Slabá                 | Waterfriend Hot Summer        | LR      | 17. prosinec 2018 |
| 27    | Jan Lorenzen               | Stenhøjgårds Frida            | LR      | 13. březen 2016   |
| 2     | Annika Christiansen        | Myway Gundogs Butler          | LR      | 10. listopad 2018 |
|       | Tom Andersen               | Segnlandets Nginious Pike     | LR      | 19. únor 2018     |
| 4     | Tatjana Zamorskaja         | Dutch Consolidation Quadrille | GR      | 8. říjen 2014     |
| 20    | Teijo Kostian              | Brookbank Diesel              | LR      | 9. duben 2015     |
| 18    | Maarit Saarinen            | Fendawood Louisiana           | LR      | 6. březen 2017    |
| 25    | Esa Valkonen               | Willowtwig Cranberry          | LR      | 28. říjen 2015    |
| 3     | Bruno Julien               | Duyesdale October             | LR      | 5. červen 2018    |
| 23    | Emmanuel Cormier           | Masters of Water Nice         | LR      | 4. leden 2017     |
| 8     | Michael Simon              | Gladline Juli                 | LR      | 13. červenec 2016 |
| 6     | Jörg Brach                 | Gundog's Choice Ghost         | LR      | 11. březen 2018   |
| 16    | Zsolt Böszörményi          | Brookbank Ellwood             | LR      | 6. prosinec 2016  |
| 14    | Chiara Berzacola           | Duyesdale Oxton               | LR      | 5. červen 2018    |
| 26    | Francesco Antonio Di Somma | Groowebooster                 | LR      | 3. únor 2017      |
| 24    | Angelo Zoccali             | Groowingtide                  | LR      | 3. únor 2017      |
| 9     | Helen Gram Debuse          | Fendawood Phantom             | LR      | 28. březen 2018   |
|       | Frank Hermansen            | Gunsight's Firecrest          | LR      | 14. únor 2017     |
| 7     | Thrine-Lise Tryterud       | Carmal's Lone Ranger          | LR      | 21. duben 2017    |
| 11    | Eduardo Escalada Lacarra   | Gru De La Corraliza           | LR      | 26. květen 2019   |
| 13    | Victor Ayensa Sierra       | Robledo De La Corraliza       | LR      | 24. listopad 2018 |
| 17    | Lena Bratsberg Karlsson    | Searover Fames Sky            | LR      | 4. únor 2018      |
| 1     | Benny Steen                | Stenhøjgårds Frank            | LR      | 13. březen 2016   |
|       | Katin Thunander            | Streamlight's Aqua's Meadow   | LR      | 29. březen 2016   |
| 22    | Didier Rüegg               | Fendale Devilish Good         | LR      | 2. duben 2016     |
| 15    | Tom Van der Linden         | Go Back Skyhawk               | LR      | 26. červenec 2019 |

### I. soutěžní den - kvalifikace
První den proběhla kvalifikace do nedělního finále (řazeno podle startovního čísla).
| St.č. | Vůdce                   | Pes                     | Plemeno |
| ----- | ----------------------- | ----------------------- | ------- |
| 1     | Benny Steen             | Stenhøjgårds Frank      | LR      |
| 2     | Annika Christiansen     | Myway Gundogs Butler    | LR      |
| 3     | Bruno Julien            | Duyesdale October       | LR      |
| 5     | Dana Slabá              | Waterfriend Hot Summer  | LR      |
| 6     | Jörg Brach              | Gundog's Choice Ghost   | LR      |
| 12    | Pieter Vivijs           | Think Twice Uh La La La | GR      |
| 17    | Lena Bratsberg Karlsson | Searover Fames Sky      | LR      |
| 18    | Maarit Saarinen         | Fendawood Louisiana     | LR      |
| 19    | Pieter Vivijs           | Abbotsleigh Niger       | LR      |
| 21    | Hannes Wiesinger        | Crazylake Barrique Blue | LR      |
| 24    | Angelo Zoccali          | Groowingtide            | LR      |
| 25    | Esa Valkonen            | Willowtwig Cranberry    | LR      |
| 27    | Jan Lorenzen            | Stenhøjgårds Frida      | LR      |

### II. soutěžní den - finále
Kompletní výsledky po druhém soutěžním dni.
| Poz.                                         | St.č. | Vůdce                      | Pes                           | Plemeno | Hodnocení   | Tituly      |
| -------------------------------------------- | ----- | -------------------------- | ----------------------------- | ------- | ----------- | ----------- |
| 1                                            | 21    | Hannes Wiesinger           | Crazylake Barrique Blue       | LR      | Výborný 1   | CACIT, CACT |
|                                              | 24    | Angelo Zoccali             | Groowingtide                  | LR      | Velmi dorbý |             |
|                                              | 18    | Maarit Saarinen            | Fendawood Louisiana           | LR      | Dorbý       |             |
|                                              | 17    | Lena Bratsberg Karlsson    | Searover Fames Sky            | LR      | Dorbý       |             |
|                                              | 2     | Annika Christiansen        | Myway Gundogs Butler          | LR      | n.c.        |             |
|                                              | 3     | Bruno Julien               | Duyesdale October             | LR      | n.c.        |             |
|                                              | 6     | Jörg Brach                 | Gundog's Choice Ghost         | LR      | n.c.        |             |
|                                              | 19    | Pieter Vivijs              | Abbotsleigh Niger             | LR      | n.c.        |             |
|                                              | 25    | Esa Valkonen               | Willowtwig Cranberry          | LR      | n.c.        |             |
|                                              | 27    | Jan Lorenzen               | Stenhøjgårds Frida            | LR      | n.c.        |             |
|                                              | 1     | Benny Steen                | Stenhøjgårds Frank            | LR      | el.         |             |
|                                              | 5     | Dana Slabá                 | Waterfriend Hot Summer        | LR      | el.         |             |
|                                              | 12    | Pieter Vivijs              | Think Twice Uh La La La       | GR      | el.         |             |
| soutěžící, kteří nepostoupili do druhého dne |       |                            |                               |         |             |             |
|                                              | 4     | Tatjana Zamorskaja         | Dutch Consolidation Quadrille | GR      | n.c.        |             |
|                                              | 7     | Thrine-Lise Tryterud       | Carmal's Lone Ranger          | LR      | n.c.        |             |
|                                              | 8     | Michael Simon              | Gladline Juli                 | LR      | n.c.        |             |
|                                              | 9     | Helen Gram Debuse          | Fendawood Phantom             | LR      | n.c.        |             |
|                                              | 10    | Frank Redant               | Ragweeds Defender             | LR      | n.c.        |             |
|                                              | 11    | Eduardo Escalada Lacarra   | Gru De La Corraliza           | LR      | n.c.        |             |
|                                              | 14    | Chiara Berzacola           | Duyesdale Oxton               | LR      | n.c.        |             |
|                                              | 15    | Tom Van der Linden         | Go Back Skyhawk               | LR      | n.c.        |             |
|                                              | 16    | Zsolt Böszörményi          | Brookbank Ellwood             | LR      | n.c.        |             |
|                                              | 22    | Didier Rüegg               | Fendale Devilish Good         | LR      | n.c.        |             |
|                                              | 23    | Emmanuel Cormier           | Masters of Water Nice         | LR      | n.c.        |             |
|                                              | 26    | Francesco Antonio Di Somma | Groowebooster                 | LR      | n.c.        |             |
|                                              | 13    | Victor Ayensa Sierra       | Robledo De La Corraliza       | LR      | el.         |             |
|                                              | 20    | Teijo Kostian              | Brookbank Diesel              | LR      | el.         |             |

n.c. - neklasifikován (anglicky not classified)
el. - vyloučen (anglicky eliminated)